# 埃文斯普萊斯 (加利福尼亞州)
埃文斯普萊斯（英語：Evans Place）是位於美國加利福尼亞州拉森縣的一個非建制地區。該地的面積和人口皆未知。

## 地理
埃文斯普萊斯的座標為41°03′36″N 120°13′47″W / 41.06000°N 120.22972°W，而該地的平均海拔高度為1848米（即6063英尺）。